# Elbis Sousa
Elbis Sousa Nascimento (Buritirana, Brasil; 26 de diciembre de 1992) es un futbolista brasileño surgido de las fuerzas básicas del club español Atlético de Madrid. Juega como defensa y su actual club es el C.D. Irapuato de la Liga de Expansión MX.

## Estadísticas
Actualizado al último partido jugado el 17 de noviembre de 2024.
| Atl. de Madrid "B" · España                                                                                             | 3.ª           | 2011-12       | 6   | 0 | ―  | ― | ― | ― | 6   | 0 |
| Atl. de Madrid "B" · España                                                                                             | 3.ª           | 2012-13       | 30  | 2 | ―  | ― | ― | ― | 30  | 2 |
| Atl. de Madrid "B" · España                                                                                             | 3.ª           | 2013-14       | 19  | 1 | ―  | ― | ― | ― | 19  | 1 |
| Atl. de Madrid "B" · España                                                                                             | Total club    | Total club    | 55  | 3 | 0  | 0 | 0 | 0 | 55  | 3 |
| Atlético GO · Brasil | 2.ª           | 2015          | 0   | 0 | 5  | 0 | ― | ― | 5   | 0 |
| Atlético GO · Brasil | Total club    | Total club    | 0   | 0 | 5  | 0 | 0 | 0 | 5   | 0 |
| C. A. Penapolense · Brasil                                                                                              | 2.ª           | 2015          | 0   | 0 | 20 | 0 | ― | ― | 20  | 0 |
| C. A. Penapolense · Brasil                                                                                              | Total club    | Total club    | 0   | 0 | 20 | 0 | 0 | 0 | 20  | 0 |
| Coras F. C. · México | 2.ª           | 2016-17       | 10  | 0 | 4  | 0 | ― | ― | 14  | 0 |
| Coras F. C. · México | Total club    | Total club    | 10  | 0 | 4  | 0 | 0 | 0 | 14  | 0 |
| C. A. Zacatepec · México                                                                                                | 2.ª           | 2017-18       | 26  | 1 | 9  | 0 | ― | ― | 35  | 1 |
| C. A. Zacatepec · México                                                                                                | 2.ª           | C-2019        | 13  | 0 | ―  | ― | ― | ― | 13  | 0 |
| C. A. Zacatepec · México                                                                                                | 2.ª           | A-2019        | 17  | 0 | 1  | 0 | ― | ― | 18  | 0 |
| C. A. Zacatepec · México                                                                                                | Total club    | Total club    | 56  | 1 | 10 | 0 | 0 | 0 | 66  | 1 |
| C. F. Pachuca · México                                                                                                  | 1.ª           | 2018          | 0   | 0 | 7  | 0 | ― | ― | 7   | 0 |
| C. F. Pachuca · México                                                                                                  | Total club    | Total club    | 0   | 0 | 7  | 0 | 0 | 0 | 7   | 0 |
| Cafetaleros · México | 2.ª           | 2020          | 6   | 0 | ―  | ― | ― | ― | 6   | 0 |
| Cafetaleros · México | Total club    | Total club    | 6   | 0 | 0  | 0 | 0 | 0 | 6   | 0 |
| Atlante F. C. · México                                                                                                  | 2.ª           | 2020-21       | 8   | 0 | ―  | ― | ― | ― | 8   | 0 |
| Atlante F. C. · México                                                                                                  | 2.ª           | 2021-22       | 43  | 0 | ―  | ― | ― | ― | 43  | 0 |
| Atlante F. C. · México                                                                                                  | 2.ª           | 2022-23       | 25  | 0 | 2  | 0 | ― | ― | 27  | 0 |
| Atlante F. C. · México                                                                                                  | 2.ª           | 2023-24       | 40  | 0 | ―  | ― | ― | ― | 40  | 0 |
| Atlante F. C. · México                                                                                                  | 2.ª           | 2024-25       | 17  | 1 | ―  | ― | ― | ― | 17  | 1 |
| Atlante F. C. · México                                                                                                  | Total club    | Total club    | 133 | 1 | 2  | 0 | 0 | 0 | 135 | 1 |
| Total carrera | Total carrera | Total carrera | 260 | 1 | 48 | 0 | 0 | 0 | 308 | 1 |
| (1)Incluye datos de Campeonato Goiano, Campeonato Paulista Serie A2, Copa Paulista, Copa México y Campeón de Campeones. |               |               |     |   |    |   |   |   |     |   |

## Palmarés

### Campeonatos nacionales
| Título                            | Club    | País   | Año  |
| --------------------------------- | ------- | ------ | ---- |
| Liga de Expansión MX              | Atlante | México | 2022 |
| Campeón de Campeones Expansión MX | Atlante | México | 2022 |
| Liga de Expansión MX              | Atlante | México | 2024 |